# Peponidium pervilleanum
Peponidium pervilleanum là một loài thực vật có hoa trong họ Thiến thảo. Loài này được (Baill.) Homolle ex Arènes mô tả khoa học đầu tiên năm 1960.